# Predrag Govedarica
Predrag Govedarica (serbisch-kyrillisch Предраг Говедарица; * 21. Oktober 1984) ist ein serbischer Fußballspieler.

## Karriere
Predrag Govedarica begann seine Karriere 2003 beim serbischen Zweitligisten FK Čukarički Stankom, mit dem er in die höchste serbische Spielklasse aufsteigen konnte, bevor er 2007 zum FK Srem wechselte. 2008 ging er zum Drittligisten OFK Mladenovac. Nach kurzer Zeit wechselte der Mittelfeldspieler zum FK Bežanija in die zweite serbische Liga. 2010 wurde er vom kasachischen Erstligisten Irtysch Pawlodar unter Vertrag genommen.